# جوزپه رینا
جوزپه رینا (انگلیسی: Giuseppe Reina؛ زادهٔ ۱۵ آوریل ۱۹۷۲) بازیکن فوتبال اهل آلمان است.
از باشگاه‌هایی که در آن بازی کرده‌است می‌توان به باشگاه فوتبال هرتابرلین، اشپورت فقاند زیگن، باشگاه فوتبال بروسیا دورتموند، و باشگاه فوتبال آرمینیا بیله‌فلد اشاره کرد.